# Alfonso Arús
Alfonso Arús Leita (Barcelona, 22 de mayo de 1961) es un periodista español de radio y, actualmente, televisión. Se casó con Angie Cárdenas, hermana de Javier Cárdenas, y tiene cuatro hijos con ella.  

## Biografía

### Radio
Los inicios de Alfonso Arús fueron en la radio, concretamente en Antena 3 Radio y Radio 80 Serie Oro (actualmente Los 40 Classic). Dio el salto a Cadena Rato (actual Onda Cero) con el programa Arús con leche junto a compañeros como Xavi Martín, Sergi Mas y Jorge Salvador. Fue con ellos con los que retransmitía partidos de fútbol hasta 2004 en los que destacaban las imitaciones y el humor. En la temporada 1993-94 Arús con leche pasó a emitirse en la recién nacida M80 radio. En este programa también participaba Javier Cárdenas que realizaba entrevistas a personajes frikis.
Años más tarde volvió a la radio con el programa La jungla de José Antonio Abellán y Ya te digo con Albert Lesán, Toni de las Heras, Óscar Pérez Dolz, Andrés Torres y jose manuel hernandez.
En 1989 recibió el Premio Ondas  por el programa Arús con leche.

### Televisión
En televisión empezó con el concurso humorístico La casa por la ventana (1989) en La 2. Dos años más tarde presentó en La 1 Vídeos de Primera, un programa donde doblaba vídeos VHS de la propia audiencia en tono de comedia. Paralelamente a este trabajo, en la conexión para Cataluña de La 2, presentaba Força Barça, una parodia sobre el Barça, donde el equipo de Arús imitaba a los jugadores y principales personajes del club. 
En 1992 fichó por Antena 3 para presentar Al ataque, la versión nacional de Força Barça, ampliando el elenco de personajes. Siguió en esta cadena para presentar un espacio de corte muy similar al anterior: El Chou (1994), donde, por ejemplo, trabajó junto a un joven Buenafuente. 
Entre finales de 1994 y 1998 trabajó en TV3 con el programa Força Barça y Ja hi som, donde Arús optó por un estilo más serio y cuyo programa fue cancelado por el alto coste en los invitados y demasiada presencia de temas del corazón. En 2005 volvió a TVE dirigiendo El Rondo de Estudio Estadio (La 2) y presentando el breve Tan a gustito (La 1).
Desde el 17 de septiembre de 2002 hasta el 22 de junio de 2018 presentaba y dirigía Arucitys en la televisión autonómica catalana 8tv (antes Td8 y City Tv), programa en catalán, en el cual trataba temas diversos como la prensa del corazón, sucesos en general y una crítica sobre la programación televisiva del momento. Le acompañan periodistas como Víctor Amela (La Vanguardia), David Broc o Andrés Torres, entre otros. Este programa fue el ganador en 2012 del Premio Ondas al mejor programa de TV de ámbito no nacional. En 2016 estrena el programa  deportivo  en la misma cadena, El Trident, pero es cancelado ese mismo año, después de estar unos días de baja.
El 21 de marzo de 2018 se anuncia su marcha de 8tv tras 16 temporadas en Arucitys para fichar por Atresmedia para La Sexta, donde hace una versión de dicho programa llamado Aruser@s (Arusitys en su primera temporada). Desde el 3 de septiembre de 2018 presenta y dirige dicho programa de 07:30 a 11:00 de la mañana. Además, condujo una versión semanal del programa llamada Arusitys Prime en Antena 3 en 2019.
Desde 2023 es líder de la mañana desbancando así a Telecinco que era líder desde  María Teresa Campos y  Ana Rosa Quintana.
Debido el éxito de Aruser@s  , La Sexta le encarga que se ocupe  de la tarde de los sábados. El 17 de septiembre de 2022 estreno  Aruser@s Weekend de 15:30 a 20:00 .
Reside en el pueblo-urbanización de Puigmoltó, en San Pedro de Ribas (Barcelona).

## Premios
- Antena de Oro (2019).[4]

Ha estado dos veces nominado a los TP de Oro como Mejor Presentador (en 1990 por Vídeos de Primera y en 1992 por Al ataque), y ha sido el descubridor de algunos personajes frikis como Carmen de Mairena.